# Ordre de bataille français lors de la campagne de Prusse et de Pologne
Cet ordre de bataille des forces militaires françaises ayant participé à la campagne de Prusse et de Pologne pendant la quatrième Coalition représente la situation au début de la campagne le 1er juin 1806. Les effectifs ne feront que croître durant la campagne.

## Forces françaises
Commandant en chef : empereur Napoléon.
- Chef d’état-major de l'armée : maréchal Louis Alexandre Berthier
- Inspecteur général de l'artillerie : général de division de Songis
- Commandant le génie : général de division François de Chasseloup-Laubat

- 146 bataillons
- 196 escadrons
  - 161 944 hommes dont
    - 121 091 fantassins
    - 30 170 cavaliers
    - 10 683 artilleurs et train
- 307 canons
- 2 679 caissons

### Garde Impériale
- 12 bataillons
- 10 escadrons
- 8 725 hommes dont
  - 5 151 fantassins
  - 2 862 cavaliers
  - 712 artilleurs et train
- 42 canons
- 277 caissons

- Infanterie de la Garde – Maréchal François Joseph Lefèbvre
- Chef d’état-major : Général de Brigade François Xavier Roussel
- Artillerie : Général de Brigade Joseph Christophe Couin
  - 1re brigade – Général Jérôme Soulès
    - 1er régiment de chasseurs à pied de la Garde (2 bataillons) (996 hommes)
    - 2e régiment de chasseurs à pied de la Garde (2 bataillons) (994 hommes)

  - 2e brigade – Général Pierre-Augustin Hulin
    - 1er régiment de grenadiers à pied de la Garde (2 bataillons) (861 hommes)
    - 2e régiment de grenadiers à pied de la Garde (2 bataillons) (852 hommes)

  - 3e brigade –  Louis Baraguey d'Hilliers
    - 1e régiment de dragons à pied (2 bataillons) (1 049 hommes)
    - 2e régiment de dragons à pied (2 bataillons) (1 111 hommes)

- Cavalerie de la Garde – Maréchal Jean-Baptiste Bessières
  - 1re brigade – Général Nicolas Dahlmann
    - Mamelouks de la Garde impériale (160 hommes)
    - 1e, 2e, 3e, 4e escadrons de chasseurs à cheval de la Garde (824 hommes)

  - 2e brigade – Général Frédéric Henri Walther
    - 1e, 2e, 3e, 4e escadrons de grenadiers à cheval de la Garde (881 hommes)
- Gendarmerie – Général Anne Jean Marie René Savary
  - 1er escadron de la gendarmerie d’élite (281 hommes)

- Artillerie de la Garde – Général Joseph Couin
  - régiment d'artillerie à cheval de la Garde – (625 hommes)
  - 1er régiment d'artillerie – détachement des 2e et 6e batteries (45 hommes)
  - 6e régiment d'artillerie à cheval – détachement (42 hommes)

- Marins de la Garde – Capitaine de vaisseau François Henri Eugène d'Augier (102 hommes)

### 1ercorps
Maréchal Jean-Baptiste Bernadotte
- Chef d'état-major : Général Victor Léopold Berthier
- Artillerie : Général Jean-Baptiste Eblé

- 18 bataillons
- 9 escadrons
- 21 163 hommes dont
  - 18 467 fantassins
  - 1 623 cavaliers
  - 1 073 artilleurs et train
- 50 canons
- 461 caissons

- 1re division – Général Pierre Dupont de l’Etang
  - 1re brigade – Général Marie François Rouyer
    - 9e régiment d’infanterie légère – (2 bataillons)

  - 2e brigade – Général François Marie Guillaume Legendre d'Harvesse
    - 32e régiment d’infanterie de ligne – (2 bataillons)
    - 96e régiment d’infanterie de ligne – (2 bataillons)

  - Artillerie divisionnaire
    - 1er régiment d’artillerie à pied - (2 compagnies)
    - 2e régiment d’artillerie à cheval - (1 compagnie)

- 2e division – Général Olivier Rivaud de la Raffinière
  - 1re brigade – Général Michel Marie Pacthod
    - 8e régiment d'infanterie de ligne – Colonel Jean François Etienne Autié (2 bataillons) (1 979 hommes)

  - 2e brigade – Général Joseph Maison
    - 45e régiment d'infanterie de ligne – Colonel Jean Léonard Barrié (2 bataillons) (1 717 hommes)
    - 54e régiment d'infanterie de ligne – Colonel Armand Philippon (2 bataillons) (1 510 hommes)

  - Artillerie divisionnaire
    - 8e régiment d'artillerie à pied - (1 compagnie)
    - 3e régiment d'artillerie à cheval - (1 compagnie)

- 3e division – Général Jean-Baptiste Drouet d'Erlon
  - 1re brigade – Général Georges Frère
    - 27e régiment d'infanterie légère – Colonel Jean-Baptiste Charnotet (2 bataillons) (1 775 hommes)

  - 2e brigade – Général François Werlé
    - 94e régiment d'infanterie de ligne – Colonel Jean Nicolas Razout (2 bataillons) (1 680 hommes)
    - 95e régiment d'infanterie de ligne – Colonel Marc Nicolas Louis Pécheux (2 bataillons) (1 905 hommes)

  - Artillerie divisionnaire
    - 8e régiment d'artillerie à pied - (1 compagnie)
    - 3e régiment d'artillerie à cheval - (1 compagnie)

- Cavalerie du général Jacques Louis François Delaistre de Tilly
  - Brigade du général Pierre Wathier de Saint Alphonse
    - 2e régiment de hussards – Colonel François Joseph Gérard (3 escadrons) (513 hommes)
    - 4e régiment de hussards – Colonel André Burthe (3 escadrons) (567 hommes)
    - 5e régiment de chasseurs à cheval – Colonel ? (3 escadrons) (541 hommes)

- Réserve d’artillerie du général Jean Baptiste Eblé
  - 8e régiment d'artillerie à pied - (1 compagnie)
  - 3e régiment d'artillerie à cheval - (1 compagnie)

### 3ecorps
Maréchal Louis Nicolas Davout
- Chef d’état-major : Général Joseph Augustin Fournier
- Commandant l’artillerie : Général Antoine Hanicque

- 29 bataillons
- 9 escadrons
- 25 632 hommes dont
  - 18 467 fantassins
  - 1 622 cavaliers
  - 1 681 artilleurs et train
- 41 canons
- 264 caissons

- 1re division du général Charles Antoine Morand
  - Brigade du général Jean Louis Debilly
    - 51e régiment d'infanterie de ligne – Colonel Louis Paul Baille (3 bataillons) (2 077 hommes)
    - 61e régiment d'infanterie de ligne – Colonel Jean Nicolas (2 bataillons) (1 874 hommes)

  - Brigade du général Étienne Brouard
    - 17e régiment d’infanterie de ligne – Colonel Pierre Lanusse (3 bataillons) (1 209 hommes)
    - 30e régiment d'infanterie de ligne – Colonel François Valterre (2 bataillons) (1 858 hommes)
    - 13e régiment d'infanterie légère – Colonel Pierre Jules César Guyardet (3 bataillons) (2 363 hommes)

  - Artillerie divisionnaire
    - 7e régiment d'artillerie à pied - (1 compagnie)

- 2e division – Général Louis Friant
  - Brigade du général Georges Kister
    - 33e régiment d'infanterie de ligne – Colonel Jean Saint-Raymond (2 bataillons) (1 722 hommes)
    - 48e régiment d'infanterie de ligne – Colonel Joseph Barbanègre (2 bataillons) (1 574 hommes)

  - Brigade du général Pierre-Charles Lochet
    - 108e régiment d'infanterie de ligne – Colonel Joseph Higonet (2 bataillons) (1 587 hommes)

  - Brigade du général Grandeau
    - 111e régiment d'infanterie de ligne – Colonel Louis Gay (2 bataillons) (1 958 hommes)

  - Artillerie divisionnaire
    - 7e régiment d'artillerie à pied - (1 compagnie)
    - 5e régiment d'artillerie à cheval - (1 compagnie)

- 3e division – Général Etienne Gudin
  - Brigade du général Claude Petit
    - 12e régiment d'infanterie de ligne – Colonel Jean-Marie Vergez (2 bataillons) (1 877 hommes)
    - 21e régiment d'infanterie de ligne – Colonel Pierre Decouz (2 bataillons) (1 868 hommes)

  - Brigade du général Nicolas Hyacinthe Gautier
    - 25e régiment d'infanterie de ligne – Colonel Louis Victorin Cassagne (2 bataillons) (1 862 hommes)
    - 85e régiment d'infanterie de ligne – Colonel Viala (2 bataillons) (2 033 hommes)

  - Artillerie divisionnaire
    - 7e régiment d'artillerie à pied - (1 compagnie)
    - 5e régiment d'artillerie à cheval - (1 compagnie)

- Cavalerie du général Jean Baptiste Théodore Viallannes
  - 1er régiment de chasseurs à cheval – Colonel Isidore Exelmans (3 escadrons) (508 hommes)
  - 2e régiment de chasseurs à cheval – Colonel Ignace François Bousson  (3 escadrons) (554 hommes)
  - 12e régiment de chasseurs à cheval – Colonel Claude Raymond Guyon (3 escadrons) (529 hommes)

- Réserve d’artillerie du général Antoine Hanicque
  - 7e régiment d'artillerie à pied - (3 compagnies)
  - 5e régiment d'artillerie à cheval - (1 compagnie)

### 4ecorps
Maréchal  Jean-de-Dieu Soult
- Chef d’état-major : Général Jean Dominique Compans
- Commandant le génie : Colonel Marie Théodore Urbain Garbé
- Commandant l’artillerie : Général Jean Ambroise Baston de Lariboisière

- 26 bataillons
- 12 escadrons
- 28 112 hommes dont
  - 25 164 fantassins
  - 1 448 cavaliers
  - 1 500 artilleurs et train
- 50 canons
- 450 caissons

- Division du général Louis de Saint Hilaire
  - Brigade du général Jacques Lazare Savettier de Candras
    - 10e régiment d'infanterie légère - colonel Pierre Charles Pouzet (2 bataillons) (1 868 hommes)
    - 36e régiment d'infanterie de ligne – Colonel Charles Antoine Houdar de La Motte (2 bataillons) (1 815 hommes)

  - Brigade du général Louis Prix Varé
    - 43e régiment d'infanterie de ligne - colonel Jean Le Marois (2 bataillons) (1 760 hommes)
    - 55e régiment d'infanterie de ligne – Colonel Jean-Baptiste Silberman (2 bataillons) (1 945 hommes)

  - Artillerie divisionnaire
    - 5e régiment d'artillerie à pied - (12e et 17e compagnies)

- Division du général Jean François Leval
  - Brigade du général Joseph François Ignace Maximilien Schiner
    - 24e régiment d'infanterie légère – Colonel Bernard Pourailly (2 bataillons) (1 994 hommes)

  - Brigade du général Claude-François Férey
    - 4e régiment d'infanterie de ligne – Colonel Louis-Léger Boyeldieu (2 bataillons) (2 306 hommes)
    - 28e régiment d'infanterie de ligne – Colonel Jean Georges Edighoffen (2 bataillons) (1 778 hommes)

  - Brigade du général Guillaume Raymond Amant Viviès
    - 46e régiment d'infanterie de ligne – Colonel Guillaume Latrille de Lorencez (2 bataillons) (1 724 hommes)
    - 57e régiment d'infanterie de ligne – Colonel Jean-Pierre-Antoine Rey (2 bataillons) (2 365 hommes)

  - Artillerie divisionnaire
    - 5e régiment d'artillerie à pied - (13° et 17° compagnies)

- Division du général Claude Juste Legrand
  - Brigade du général François Ledru des Essarts
    - 26e régiment d'infanterie légère – Colonel Pouget (2 bataillons) (2 264 hommes)
    - Tirailleurs corses – Colonel Philippe Antoine d'Ornano (1 bataillon) (685 hommes)
    - Tirailleurs du Pô (en) – Colonel Étienne Hulot (1 bataillon) (678 hommes)

  - Brigade du général Victor Levasseur
    - 18e régiment d'infanterie de ligne – Colonel Jean-Baptiste Ambroise Ravier (2 bataillons) (2 075 hommes)
    - 75e régiment d'infanterie de ligne – Colonel Lhuillier (2 bataillons) (1 907 hommes)

  - Artillerie divisionnaire
    - 5e régiment d'artillerie à pied - (14° et 17° compagnies)
    - 5e régiment d'artillerie à cheval - (3° compagnie)

- Cavalerie : 
  - Brigade du général Étienne Guyot
    - 8e régiment de hussards (463 hommes)

  - Brigade du général Pierre Margaron
    - 11e régiment de chasseurs à cheval – Colonel Charles Claude Jacquinot (516 hommes)
    - 16e régiment de chasseurs à cheval – Colonel Louis Joseph Maupoint (512 hommes)
    - 22e régiment de chasseurs à cheval – Colonel Étienne Tardif de Pommeroux de Bordesoulle (420 hommes)

  - Artillerie divisionnaire
    - 5e régiment d'artillerie à cheval - (4° compagnie)

- Réserve d’artillerie du général Jean Ambroise Baston de Lariboisière
  - 5e régiment d'artillerie à pied (16° et 17° compagnies)
  - 3e bataillon du train 2e détachement
  - 1er bataillon de pontonniers 1re compagnie
  - 2e bataillon du génie 9e compagnie

### 5ecorps
Maréchal Jean Lannes

- Chef d’état-major : Général Victor
- Commandant le génie : François Joseph Kirgener
- Commandant l’artillerie : Général Louis Foucher du Careil

- 27 bataillons
- 9 escadrons
- 21 744 hommes dont
  - 18 936 fantassins
  - 1 680 cavaliers
  - 1 128 artilleurs et train
- 38 canons
- 354 caissons

- Division Général Louis-Gabriel Suchet
  - Brigade du général Michel Claparède
    - 17e régiment d’infanterie légère – Colonel Marc Cabanes de Puymisson (3 bataillons) (2 232 hommes)

  - Brigade du général Honoré Reille
    - 34e régiment d'infanterie de ligne – Colonel Pierre Dumoustier (3 bataillons) (2 788 hommes)
    - 40e régiment d'infanterie de ligne – Colonel Thomas Jean Chassereaux (2 bataillons) (1 881 hommes)

  - Brigade du général Dominique Vedel
    - 64e régiment d'infanterie de ligne – Colonel François Pierre Alexandre Chauvel (2 bataillons) (1 954 hommes)
    - 88e régiment d'infanterie de ligne – Colonel Michel Veilande (2 bataillons) (2 104 hommes)

  - Artillerie divisionnaire
    - 5e régiment d'artillerie à pied - (1 compagnie)
    - 3e régiment d'artillerie à cheval - (1 compagnie)

- Division du général Théodore Gazan
  - Brigade du général Jean Graindorge
    - 21e régiment d'infanterie légère - colonel Auguste Romain Duhamel (3 bataillons) (2 108 hommes)
    - 28e régiment d'infanterie légère - colonel Jean André Praefke (3 bataillons) (2 304 hommes)

  - Brigade du général François Campana
    - 100e régiment d'infanterie de ligne – Colonel Joachim Jérome Quiot du Passage (3 bataillons) (2 724 hommes)
    - 103e régiment d'infanterie de ligne – Colonel Éloi Charlemagne Taupin (3 bataillons) (2 442 hommes)

  - Artillerie divisionnaire
    - 1er régiment d'artillerie à pied - (1 compagnie)
    - 6e régiment d'artillerie à cheval - (1 compagnie)

- Cavalerie – Général Anne François Trelliard
  - 9e régiment de hussards – Colonel Jean Baptiste Barbanègre (527 hommes)
  - 10e régiment de hussards – Colonel André Louis Elisabeth Marie Briche (495 hommes)
  - 21e régiment de chasseurs à cheval – Colonel Pierre Marie-Auguste Berruyer (608 hommes)

- Réserve d’artillerie du général Louis Foucher du Careil
  - 1er régiment d'artillerie à pied (1 compagnie)
  - 6e régiment d'artillerie à cheval (1 compagnie)

### 6ecorps
Maréchal Michel Ney
- Chef d’état-major : général Adrien Baptiste Dutaillis
- Commandant le génie : Colonel Casals
- Commandant l’artillerie : Général  Jean Nicolas de Seroux

- 17 bataillons
- 8 escadrons
- 19 267 hommes dont
  - 16 985 fantassins
  - 959 cavaliers
  - 1 323 artilleurs et train
- 24 canons
- 337 caissons

- Division du général Jean Gabriel Marchand
  - Brigade du général Eugène Villatte
    - 6e régiment d'infanterie légère – Colonel Laplane (2 bataillons) (2 258 hommes)

  - Brigade du général François Roguet
    - 39e régiment d'infanterie de ligne – Colonel Maucune (2 bataillons) (2 203 hommes)
    - 69e régiment d'infanterie de ligne – Colonel Brun (2 bataillons) (2 087 hommes)
    - 79e régiment d'infanterie de ligne – Colonel Lafonquière (2 bataillons) (1 862 hommes)

- Division du général Gaspard Amédée Gardanne
  - Brigade du général Pierre Marcognet
    - 25e régiment d'infanterie légère – Colonel Morel (3 bataillons) (2 242 hommes)

  - Brigade du général Mathieu Delabassée
    - 27e régiment d'infanterie de ligne – Colonel Martial Bardet (2 bataillons) (2 191 hommes)
    - 50e régiment d'infanterie de ligne – Colonel Thomas Mignot de Lamartinière (2 bataillons) (1 895 hommes)
    - 59e régiment d'infanterie de ligne – Colonel Alexandre D'Alton-Shee dit Alexandre Dalton (2 bataillons) (2 236 hommes)

- Cavalerie du général Auguste de Colbert de Chabanais
  - 3e régiment de hussards – Colonel Armand Lebrun de La Houssaye (430 hommes)
  - 10e régiment de chasseurs à cheval  – Colonel Jacques-Gervais Subervie (419 hommes)

- Réserve d’artillerie du général Seroux
  - 1er régiment d'artillerie à pied (4 compagnies)
  - 6e régiment d'artillerie à cheval (1 compagnie)

### 7ecorps
Maréchal Charles Pierre François Augereau
- Chef d’état-major : général Claude Marie Joseph Pannetier
- Commandant le génie : ?
- Commandant l’artillerie : Général Jean Philippe Raymond Dorsner

- 17 bataillons
- 7 escadrons
- 17 672 hommes dont
  - 15 059 fantassins
  - 1 290 cavaliers
  - 1 323 artilleurs
- 36 canons
- 384 caissons

- Division du général Jacques Desjardins
  - Brigade du général Pierre Belon Lapisse
    - 16e régiment d'infanterie légère – Colonel Jean Isidore Harispe (4 bataillons) (2 663 hommes)
    - 14e régiment d'infanterie de ligne – Colonel Charles Joseph Louis Marie Savary (2 bataillons) (1 870 hommes)

  - Brigade du général Nicolas Conroux
    - 44e régiment d'infanterie de ligne – Colonel Adrien-Joseph Saudeur  (2 bataillons) (1 791 hommes)
    - 105e régiment d'infanterie de ligne – Colonel Pierre Joseph Habert (3 bataillons) (1 896 hommes)

  - Artillerie divisionnaire
    - 3e régiment d'artillerie à pied - (1 compagnie)
    - 6e régiment d'artillerie à cheval - (1 compagnie)

- Division du général Étienne Heudelet de Bierre
  - Brigade du général François Amey
    - 7e régiment d'infanterie légère – Colonel Joseph Boyer de Rebeval (3 bataillons) (2 424 hommes)

  - Brigade du général Jacques Thomas Sarrut
    - 24e régiment d'infanterie de ligne – Colonel Jean-Baptiste Pierre de Semellé (3 bataillons) (2 526 hommes)
    - 63e régiment d'infanterie de ligne – Colonel Marc Antoine Come Damien Jean-Chrisostome Lacuée  (2 bataillons) (1 849 hommes)

  - 3e brigade 
    - Fusilliers de Hesse Darmstadt  - (2 bataillons) (4 000 hommes)
    - régiment de Nassau  – lieutenant-colonel Meder (1 bataillon) (551 hommes)

  - Artillerie divisionnaire
    - 3e régiment d'artillerie à pied - (1 compagnie)
    - 6e régiment d'artillerie à cheval - (1 compagnie)

- Cavalerie du général Jean Auguste Durosnel
  - 7e régiment de chasseurs à cheval  – Colonel Joseph Lagrange (691 hommes)
  - 20e régiment de chasseurs à cheval  – Colonel Marigny (637 hommes)
  - 6e régiment d'artillerie à cheval - (1 compagnie)

- Réserve d’artillerie du général Jean Philippe Raymond Dorsner
  - 3e régiment d'artillerie à pied (1 compagnie)

### Réserve de cavalerie
Maréchal Joachim Murat

- Chef d’état-major : Augustin Daniel Belliard
- Commandant le génie : ?
- Commandant l’artillerie : général Guillaume Boivin de la Martinière

- 132 escadrons
- 19 629 hommes dont
  - 18 686 cavaliers
  - 1 943 artilleurs
- 26 canons
- 152 caissons

- Division de cuirassiers du général Étienne Nansouty
  - Brigade du général Jean-Marie Defrance
    - 1er régiment de carabiniers  – Colonel Camille Borghèse (4 escadrons) (497 hommes)
    - 2e régiment de carabiniers   – Colonel Pierre-Nicolas Morin (4 escadrons) (493 hommes)

  - Brigade du général Armand de La Houssaye
    - 2e régiment de cuirassiers  – Colonel Étienne Chouard (4 escadrons) (491 hommes)
    - 9e régiment de cuirassiers  – Colonel Jean-Pierre Doumerc (4 escadrons) (559 hommes)

  - Brigade du général Antoine Louis Saint Germain
    - 3e régiment de cuirassiers  – Colonel Préval (4 escadrons) (481 hommes)
    - 12e régiment de cuirassiers  – Colonel Joseph Dornes (4 escadrons) (479 hommes)

- Division de cuirassiers du général Jean Joseph Ange d'Hautpoul
  - Brigade du général Jean Verdière
    - 1er régiment de cuirassiers  – Colonel Marie Adrien François Guiton (4 escadrons) (537 hommes)
    - 5e régiment de cuirassiers   – Colonel Jean-Baptiste Noirot (4 escadrons) (371 hommes)

  - Brigade du général Raymond Saint Sulpice
    - 10e régiment de cuirassiers  – Colonel Lhéritier (4 escadrons) (516 hommes)
    - 11e régiment de cuirassiers  – Colonel Louis Marie Baptiste de Brancas (4 escadrons) (503 hommes)

- Division de dragons du général Dominique Louis Antoine Klein
  - Brigade du général Jean Fénerols
    - 1er régiment de dragons  – Colonel d’Oullenbourg (3 escadrons) (418 hommes)
    - 2e régiment de dragons  – Colonel Ythier Sylvain Pryvé (4 escadrons) (531 hommes)

  - Brigade du général Jean-Louis-François Fauconnet
    - 4e régiment de dragons  – Colonel Auguste Étienne Marie Gourlez (3 escadrons) (613 hommes)
    - 14e régiment de dragons  – Colonel Joseph Bouvier des Éclaz (3 escadrons) (528 hommes)

  - Brigade du général Joseph Picard
    - 20e régiment de dragons  – Colonel Hilaire Benoit Reynaud  (3 escadrons) (458 hommes)
    - 26e régiment de dragons  – Colonel Louis Pierre Delosme (3 escadrons) (466 hommes)

- Division de dragons du général Emmanuel Grouchy (chef d'état-major : Angot-Darsonval)
  - Brigade du général Mansuy Roget
    - 3e régiment de dragons  – Colonel Joseph Claude Grézard (3 escadrons) (408 hommes)
    - 6e régiment de dragons  – Colonel Jacques Le Baron (4 escadrons) (540 hommes)

  - Brigade du général Jacques Milet
    - 10e régiment de dragons  – Colonel Jean-Baptiste Dommanget (3 escadrons) (308 hommes)
    - 11e régiment de dragons  – Colonel Jean Louis André Bourbier (4 escadrons) (535 hommes)

  - Brigade du général André Joseph Boussart
    - 13e régiment de dragons  – Colonel Pierre Victor Laroche (3 escadrons) (483 hommes)
    - 22e régiment de dragons  – Colonel Jean Augustin Carrié de Boissy (3 escadrons) (472 hommes)

- Division de dragons du général Louis de Beaumont
  - Brigade du général Charles Joseph Boyé
    - 5e régiment de dragons  – Colonel Jacques Nicolas Lacour (3 escadrons) (433 hommes)
    - 8e régiment de dragons  – Colonel Louis Beckler (4 escadrons) (563 hommes)

  - Brigade du général Frédéric Marizy
    - 12e régiment de dragons  – Colonel Louis François Félix Girault de Martigny (4 escadrons) (497 hommes)
    - 16e régiment de dragons  – Colonel Clément de la Roncière (4 escadrons) (556 hommes)

  - Brigade du général Marie Latour Maubourg
    - 9e régiment de dragons  – Colonel Pierre Honoré Anne Maupetit (4 escadrons) escadrons) (450 hommes)
    - 21e régiment de dragons  – Colonel ? (4 escadrons) (556 hommes)

- Division de dragons du général Louis Sahuc
  - Brigade du général Pierre Margaron
    - 17e régiment de dragons  – Colonel Jean Ernest de Beurmann (3 escadrons) (521 hommes)
    - 27e régiment de dragons  – Colonel François Antoine Lallemand (3 escadrons) (531 hommes)
- Brigade du général Jean Laplanche
  -     - 18e régiment de dragons  – Colonel Justin Laffite (3 escadrons) (487 hommes)
    - 19e régiment de dragons  – Colonel Saint-Geniès (3 escadrons) (672 hommes)

  - Brigade du général  ?
    - 15e régiment de dragons  – Colonel Nicolas Martin Barthélemy (3 escadrons) (471 hommes)
    - 25e régiment de dragons  – Colonel Antoine Rigau (3 escadrons) (549 hommes)

- Division de cavalerie légère du général ?
  - Brigade du général Charles Lassalle
    - 5e régiment de hussards  – Colonel François Xavier de Schwarz (3 escadrons) (614 hommes)
    - 7e régiment de hussards  – Colonel Ferdinand Daniel Marx (3 escadrons) (634 hommes)

  - Brigade du général Edouard Milhaud
    - 13e régiment de chasseurs à cheval – Colonel Jean-Baptiste Demangeot (3 escadrons) (552 hommes)
    - 1er régiment de hussards  – Colonel Philippe Augustin Le Rouvillois (3 escadrons) (424 hommes)

- Réserve d’artillerie du général Guillaume Boivin de la Martinière
  - 6e régiment d'artillerie à cheval - (1 compagnie)
  - 2e régiment d'artillerie à cheval - (1 compagnie)

### Sources
- Tradition Magazine, hors série no 24 - IÉNA 1806
- Osprey Military Campaign Series no 20 - IENA 1806